# Cladoxerus
Cladoxerus is een geslacht van Phasmatodea uit de familie Phasmatidae. De wetenschappelijke naam van dit geslacht is voor het eerst geldig gepubliceerd in 1827 door Peletier de Saint Fargeau & Serville.

## Soorten
Het geslacht Cladoxerus omvat de volgende soorten:
- Cladoxerus bispinosus Piza, 1939
- Cladoxerus clinterius (Westwood, 1859)
- Cladoxerus cryphaleus (Westwood, 1859)
- Cladoxerus dentipes (Redtenbacher, 1908)
- Cladoxerus ditomus (Westwood, 1859)
- Cladoxerus gracilis Peletier de Saint Fargeau & Serville, 1827
- Cladoxerus longipes Gray, 1835